# Czerniew
Czerniew – wieś w Polsce położona w województwie łódzkim, w powiecie łowickim, w gminie Kiernozia.
Prywatna wieś szlachecka Czerniewo położona była w drugiej połowie XVI wieku w powiecie gąbińskim ziemi gostynińskiej województwa rawskiego. W latach 1975–1998 miejscowość administracyjnie należała do województwa płockiego.

## Historia pałacu
Pałac został wzniesiony w roku 1925 przez Zdzisława Boskiego, który nabył ten majątek w roku 1921 od hr. Heleny Ostrowskiej. Po zakończeniu II wojny światowej we dworze ulokowano PGR. W latach 90. mieścił mieszkania pracownicze miejscowego gospodarstwa rolnego. W chwili obecnej pałac należy do właściciela prywatnego.

## Opis pałacu
Pałac murowany z cegły i otynkowany, posadowiony na planie prostokąta, piętrowy, podpiwniczony, z poddaszem przekrytym wysokim dachem czterospadowym o połaciach pobitych blachą. Bryła pałacu urozmaicona dwoma obustronnymi ryzalitami umieszczonymi skrajnie. Ryzality przykryte dachami dwuspadowymi, zwieńczone szczytami o renesansowym, wolutowym obrysie. Na elewacji frontowej pomiędzy ryzalitami umieszczono czterofilarowy portyk dźwigający taras na wysokości piętra. W partii piętra trzy otwory o analogicznym, gęstym laskowaniu, zamknięte łukami odcinkowymi. Taras o tralkowej balustradzie. Na elewacji ogrodowej umieszczono otwarty taras, posadowiony na arkadowaniu ze schodami. Do elewacji bocznej dostawiono wydatny ryzalit mieszczący klatkę schodową oraz poprzedzony zabudowaną sionką. Układ wnętrz został przekształcony po 1945 roku. Na środku traktu frontowego sionka otwarta trzema arkadami, wspartymi na masywnych kolumnach toskańskich, na schody prowadzące na piętro. Całość skomponowana w duchu renesansu rodzimego.